# Mingzhou-Brücke
Die Mingzhou-Brücke (chinesisch 明州大桥) ist eine achtspurige Straßenbrücke in Ningbo, Provinz Zhejiang, China, wo sie die autobahnähnliche East Ring Road North über den Yongjiang führt. Sie steht über einer Biegung des Flusses, der regen Schiffsverkehr hat, und überquert ihn daher ohne Pfeiler im Flussbett. Ihr Bau wurde im Februar 2008 begonnen, im Mai 2011 wurde sie dem Verkehr übergeben.
Sie gehört zu den zehn größten Bogenbrücken der Welt.
Das Bauwerk ist einschließlich der Zufahrtsrampen 1250 m lang. Die 650 m lange Stahlbrücke hat zwei Bögen aus geschweißten Hohlkästen  mit einer Stützweite von 450 m. Die Bögen sind gegenüber der Vertikalen zueinander geneigt, so dass ihr Abstand am Scheitel wesentlich kleiner ist als an den Widerlagern. Die Bögen sind durch neun ebenfalls als Hohlkästen ausgeführte Querbalken verbunden und versteift. Der als Zugband ausgebildete, über die ganze Länge von 650 m reichende und 45,80 m breite Fahrbahnträger ist an den Bögen mit Drahtseilen aufgehängt.

Schema der Seitenansicht

Die Bogenhälften wurden im Freivorbau mit Hilfsabspannung an hohen, auf den Widerlagern stehenden Stahlpfeilern errichtet.